# Milaor
Milaor is een gemeente in de Filipijnse provincie Camarines Sur op het eiland Luzon. Bij de laatste census in 2007 had de gemeente ruim 26 duizend inwoners.

## Geografie

### Bestuurlijke indeling
Milaor is onderverdeeld in de volgende 20 barangays:
| - Alimbuyog - Amparado - Balagbag - Borongborongan - Cabugao - Capucnasan - Dalipay - Del Rosario - Flordeliz - Lipot | - Mayaopayawan - Maycatmon - Maydaso - San Antonio - San Jose - San Miguel - San Roque - San Vicente - Santo Domingo - Tarusanan |

## Demografie
Milaor had bij de census van 2007 een inwoneraantal van 26.452 mensen. Dit zijn 3.817 mensen (16,9%) meer dan bij de vorige census van 2000. De gemiddelde jaarlijkse groei komt daarmee uit op 2,17%, hetgeen hoger is dan het landelijk jaarlijks gemiddelde over deze periode (2,04%). Vergeleken met de census van 1995 is het aantal mensen met 5.239 (24,7%) toegenomen.

De bevolkingsdichtheid van Milaor was ten tijde van de laatste census, met 26.452 inwoners op 33,64 km², 786,3 mensen per km².